# جورج مارتن (لاعب كرة قدم)
جورج مارتن (بالإنجليزية: George Martin)‏ (14 يوليو 1899 بغلاسكو في المملكة المتحدة - ) هو لاعب كرة قدم بريطاني (وحمل سابقاً جنسية المملكة المتحدة لبريطانيا العظمى وأيرلندا) في مركز الهجوم. لعب مع نادي إيفرتون ونادي لوتون تاون ونادي ميدلزبره وهاميلتون أكاديميكال.

## وصلات خارجية
- جورج مارتن على موقع قاعدة بيانات كرة القدم.إي يو (الإنجليزية)
- جورج مارتن على موقع قاعدة بيانات كرة القدم.إي يو (الإنجليزية)